# 鍊金三級魔法少女
《鍊金三級魔法少女》（日语： / 簡稱：）是原作的電視動畫，於2006年4月4日至6月20日期間播放共有十二話二十四集，另有DVD特典中包括的一話，每集之間並無連續性。後來改編成漫畫作品，由MediaWorks發售單行本全一冊。

## 故事大綱
四位從魔界到來人間界的公主，一起在一棵巨樹上的樹屋居住，因為不習慣人間界的生活而鬧出很多搞笑趣事。

## 人物
（中文名稱為暫譯版本。）
悠瑪
（聲：齋藤桃子）
本作品的女主角。對魔法咒語不太靈光，而且有時候會蠻不講理和發脾氣。外表和內心跟孩子一樣，總是抱著胡蘿蔔的枕頭睡覺。偶然有沒穿內褲的時候，原因是每回洗了之後沒曬乾。一直想要大魔法師的魔杖，曾經在七夕和聖誕節中許願。對一般人類的世界充滿好奇，但對事物較後知後覺。當其餘三位少女對悠瑪「剛剛發現的新奇事物」不感驚訝時，總令她大失所望。
帕克拉（パキラ）
（聲：平野綾）
吸血鬼少女，有飛行的特徵。有著強橫的性格，不過在喜歡的人（帥哥）面前性格便會變得很老實。血是她的最愛，不過可以用番茄汁代替血來充饑。也有吸血鬼的弱點──紫外線，不過也有防紫外線的對策：外出時頭上會戴著寫了「rariru!萵苣」的紙盒。雖然是吸血鬼，胸前卻戴上十字架項鍊，也不在乎吃蒜，不過會討厭有蒜味的人。身體無法從攝影器材中拍出來，不過可以用熱能攝錄機（溫度記錄器）映出。死穴是貧乳，對其他貧乳的女孩有著某種情結（？），一直想要豐胸機「BU-600」。
莉露
（聲：生天目仁美）
好食慾旺盛的狼女。在4人裡面胸部最大（？），有著褐色的皮膚和狗耳朵。常識是在4人裡面最高，交友關係也比較寬廣。愛吃肉。看到圓形的東西就會變成小狗。非常喜歡雨和水窪，在梅雨期會得意洋洋地自己一個人玩。雖然有着狼人怕銀器的弱點，不過第1回以後這個設定好像已被忘記了。曾經遇過擔任當地博物館警衛的男性同種族並且開始談戀愛，但因為最後在旅館房間內太過驚愕、誤咬了對方閃閃發光的東西的關係而整個告吹。
鐵子
（聲：明坂聰美）
體重300公斤的人造人。手腳和頸有金屬露出。氣力奇大，不過性格怕事、內向，有時候會被大家指指點點。在樹屋中擔任著家務的工作，擅長做飯但自己不能吃飯。電是能量的來源。會在睡眠的時候充電，不過內存很低。一直憧憬肉體，曾經特意去仙女星座打算轉換為肉體。機器想是她全部可愛的朋友，怎麼也不被扔掉。
ケイミィ
（聲：のみこ）
透明人。幫助解說4個公主旁邊事物的人。在14話中作為看不見的第5位神秘成員。其他也只是偶然發言,不過，在一邊21話中進行英語會話遊戲的裁判和幫不能吃飯的鐵子喝下「草莓納豆果汁」。感覺上好像她是4個公主的監督。經常發送報告書到魔界的立場（？）。
タン
（聲：羽多野涉）
悠瑪的黑色兔形精靈，能變身成她的帽子。
ジュン（ジュン）
（聲：のみこ）
悠瑪的桃色兔形精靈。

## 製作團隊
- 企劃、原作 - がらくたはうす
- 監督 - 八谷賢一
- 系列構成、腳本 - 井出安軌
- 人物設計、總作畫監督 - 平田雄三
- 道具設計 - 渡邊義弘
- 美術設定 - 生形奈緒美
- 美術監督 - 川本亜夕
- 色彩設計 - 小幡幸晴
- 攝影監督 - 渡邊淳一、小澤次雄
- 編輯 - 松村正宏
- 音響監督 - 松岡裕紀
- 音樂 - 上松範康(Elements Garden)
- 音樂製作人 - 櫻井優香
- 製作人 - 吉沼忍、大澤信博、室谷陽平、野澤勝彦
- 製作 - GENCO
- 動畫製作 - REMIC
- 製作委員會 - まじぽか團（Media Factory、日本出版販売、GENCO）

## 主題曲
片頭曲 
作詞・作曲・編曲 - 橘尭葉 / 歌 - 妖精帝國
片尾曲
「しちゃいましょう sensuous」（第1話）
作詞 - 井出安軌 / 作曲・編曲 - Hiroki / 歌 - ゆうま（斎藤桃子）
「しちゃいましょう predator」（第2話・第10話）
作詞 - 井出安軌 / 作曲・編曲 - Hiroki / 歌 - りる（生天目仁美）
「しちゃいましょう suggestive」（第3話・第9話）
作詞 - 井出安軌 / 作曲・編曲 - Hiroki / 歌 - パキラ（平野綾）
「しちゃいましょう devoted」（第4話・第11話）
作詞 - 井出安軌 / 作曲・編曲 - Hiroki / 歌 - 鉄子（明坂聡美）
「しちゃいましょう sensuous」（第5話）
「しちゃいましょう suggestive」（第6話）
「しちゃいましょう predator」（第7話）
「しちゃいましょう devoted」（第8話）
作詞 - 井出安軌 / 作曲 - Hiroki / 編曲 - quad / 歌 - のみこ（上述4曲）

## 各話列表
| 話數 | 話數 | 日文標題 | 中文標題                   | 分鏡             | 演出         | 作畫監督     |
| ---- | ---- | -------- | -------------------------- | ---------------- | ------------ | ------------ |
| 1    | 1    |          | 第一次的咒語是輕敵的陷阱   | 八谷賢一         | 大隈孝晴     | 平田雄三     |
| 1    | 2    |          | 下午的咒語是紅色的吻痕     | 八谷賢一         | 大隈孝晴     | 平田雄三     |
| 2    | 3    |          | 月亮的咒語是血統的家譜     | 八谷賢一         | 守田芸成     | 鴻池一馬     |
| 2    | 4    |          | 迷惑的咒語是電視購物       | 八谷賢一         | 守田芸成     | 鴻池一馬     |
| 3    | 5    |          | 明天的咒語是愛的捐血       | 木村卓司         | 木村卓司     | 高橋敦子     |
| 3    | 6    |          | 幸福的咒語是理想的男性     | 木村卓司         | 木村卓司     | 岡村正弘     |
| 4    | 7    |          | 秘密的咒語是梅雨前線       | くるおひろし     | くるおひろし | きみしま畿智 |
| 4    | 8    |          | 好聽的咒語是七夕祭典       | くるおひろし     | くるおひろし | きみしま畿智 |
| 5    | 9    |          | 盡興的咒語是海水浴         | 米田和博         | 米田和博     | 金子拓       |
| 5    | 10   |          | 戀愛的咒語是海水浴         | 米田和博         | 米田和博     | 金子拓       |
| 6    | 11   |          | 復活的咒語是地獄探險       | 八谷賢一         | 守田芸成     | 吉田肇       |
| 6    | 12   |          | 療癒的咒語是公園初演       | 守田芸成         | 守田芸成     | 吉田肇       |
| 7    | 13   |          | 中獎的咒語是十五月圓之夜   | 八谷賢一         | 岡村正弘     | 米本亨       |
| 7    | 14   |          | 合體的咒語是無敵機器人M5   | 岡村正弘         | 岡村正弘     | 大河原晴男   |
| 8    | 15   |          | 今晚的咒語是吸血鬼         | くるおひろし     | くるおひろし | きみしま畿智 |
| 8    | 16   |          | 夢的咒語是只有一天的魔法   | くるおひろし     | くるおひろし | きみしま畿智 |
| 9    | 17   |          | 絕交的咒語是痴漢歡迎       | 木村卓司         | 清水明       | 高橋敦子     |
| 9    | 18   |          | 白色的咒語是聖誕節         | 木村卓司         | 清水明       | 泉保良輔     |
| 10   | 19   |          | 金色的咒語是滑雪板         | 秋田谷典昭       | 岡村正弘     | 田端壽之     |
| 10   | 20   |          | 暖和的咒語是溫泉           | 田端壽之         | 秋田谷典昭   | 田端壽之     |
| 11   | 21   |          | 沉默的咒語是英文會話       | 舛成孝二         | 小川浩司     | 大和田直之   |
| 11   | 22   |          | 危機的咒語是再見的一側     | とよますたかひろ | ナカニシリク | 夏木弘道     |
| 12   | 23   |          | 憂愁的咒語是當回憶改變之時 | 八谷賢一         | 八谷賢一     | きみしま畿智 |
| 12   | 24   |          | 溫柔的咒語是魔法使         | 井出安軌         | 米田和博     | 平田雄三     |
| OVA  | 1    |          | 野史的咒語是桃太郎         | 井出安軌         | 柳瀨雄之     | 柳瀨雄之     |
| OVA  | 2    |          | if的咒語是Dr.○×△□          | 井出安軌         | 廣川集一     | 三木佳人     |
| OVA  | 3    |          | 珍貴的咒語是情人節         | 井出安軌         | くるおひろし | 高橋敦子     |

## 播放電視台
| 播放地區 | 播放電視台   | 播放日期                | 播放時間             | 聯播網    | 備註   |
| -------- | ------------ | ----------------------- | -------------------- | --------- | ------ |
| 千葉県   | 千葉電視台   | 2006年4月4日 - 6月20日  | 星期二 25:30 - 26:00 | 獨立UHF局 |        |
| 埼玉縣   | 埼玉電視台   | 2006年4月4日 - 6月20日  | 星期二 25:30 - 26:00 | 獨立UHF局 |        |
| 愛知縣   | 愛知電視台   | 2006年4月4日 - 6月20日  | 星期二 27:58 - 28:28 | 獨立UHF局 |        |
| 神奈川縣 | 神奈川電視台 | 2006年4月5日 - 6月21日  | 星期三 25:15 - 25:45 | 獨立UHF局 |        |
| 兵庫県   | SUN電視台    | 2006年4月6日 - 6月22日  | 星期四 26:05 - 26:35 | 獨立UHF局 |        |
| 東京都   | 東京MX電視台 | 2006年4月7日 - 6月23日  | 星期五 25:30 - 26:00 | 獨立UHF局 |        |
| 日本全域 | Kids Station | 2006年4月14日 - 6月30日 | 星期五 24:00 - 24:30 | CS放送    | 有重播 |

## 外部連結
- 官方網站 - （日語）（2007年5月16日的網際網路檔案館）
- BIGLOBE 特別網站（日語）
- 萬代頻道視聽頁 （页面存档备份，存于） - 萬代頻道（日語）